# Thimister-Clermont
Thimister-Clermont là một đô thị của Bỉ. Đô thị này nằm trong vùng Wallonie và tỉnh Liege. Tại thời điểm ngày 1 tháng 1 năm 2006, Thimister-Clermont có tổng dân số 5.296 người. Tổng diện tích là 28,69 km² với mật độ dân số 185 người trên mỗi km².